# Канада на Светском првенству у атлетици на отвореном 2023.
Канада је учествовала на 19. Светском првенству у атлетици на отвореном 2023. одржаном у Будимпешти од 19. до 27. августа деветнаести пут, односно, учествовала је на свим првенствима до данас. Репрезентацију Канаде представљала су 50 такмичара (23 мушкарца и 27 жене) који су се такмичили у 29 дисциплина (15 мушких и 14 женских).,
На овом првенству Канада је по броју освојених медаља заузела 2. место са 6 освојене медаље (4 златне и 2 сребрне).. У табели успешности према броју и пласману такмичара који су учествовали у финалним такмичењима (првих 8 такмичара) Канада је са 14 учесника у финалу заузела 6. место са 70 бодова. 
| Плас. | Земља  | 1. место | 2. место | 3. место | 4. место | 5. место | 6. место | 7. место | 8. место | Бр. финал. | Бод. |
| ----- | ------ | -------- | -------- | -------- | -------- | -------- | -------- | -------- | -------- | ---------- | ---- |
| 6.    | Канада | 4        | 2        | 0        | 3        | 0        | 2        | 1        | 1        | 13         | 70   |

## Учесници
| Мушкарци: - Брендон Родни — 100 м, 200 м, 4х100 м - Џером Блејк — 100 м, 4х100 м - Андре де Грас — 200 м - Арон Браун — 200 м, 4х100 м - Марко Ароп — 800 м - Абдулах Хасан — 800 м - Charles Philibert-Thiboutot — 1.500 м - Киран Ламб — 1.500 м - Мохамед Ахмед — 5.000 м, 10.000 м - Бенџамин Фленаган — 5.000 м - Рори Линклетер — Маратон - Бен Преиснер — Маратон - Џастин Кент — Маратон - Жан Симон Десген — 3.000 м препреке - Боладе Ајомале — 4х100 м - Еван Данфе — 20 км ходање, 35 км ходање - Ђанго Лавет — Скок увис - Марк Бујновски — Бацање кугле - Итан Кацберг — Бацање кладива - Адам Кинан — Бацање кладива - Рован Хамилтон — Бацање кладива - Пирс Лепаг — Десетобој - Демијан Ворнер — Десетобој | Жене: - Хамица Бингам — 100 м - Грејс Конрад — 400 м, 4х400 м - Кира Константин — 400 м, 4х400 м - Џез Шукла — 800 м - Мадлен Кели — 800 м - Лусија Стафорд — 1.500 м - Simone Plourde — 1.500 м - Kate Current — 1.500 м - Julie-Anne Staehli — 5.000 м - Бријана Скот — 5.000 м - Ерин Тешук — 5.000 м - Наташа Водак — Маратон - Саша Голиш — Маратон - Мишел Харисон — 100 м препоне - Мариам Абдул Расхид — 100 м препоне - Савана Садерленд — 400 м препоне - Брук Оверхолт — 400 м препоне - Риган Ји — 3.000 м препреке - Ceili McCabe — 3.000 м препреке - Зои Шерар — 4х400 м - Eјана Стиверне — 4х400 м - Алиша Њумен — Скок мотком - Аника Њуел — Скок мотком - Сара Митон — Бацање кугле - Грејс Тенант — Бацање кугле - Камрин Роџерс — Бацање кладива - Џилијан Вир — Бацање кладива |

## Освајачи медаља (6)

### Злато (4)
- Марко Ароп — 800 м
- Итан Кацберг — Бацање кладива
- Камрин Роџерс — Бацање кладива
- Пирс Лепаг — Десетобој

### сребро (2)
- Сара Митон — Бацање кугле
- Демијан Ворнер — Десетобој

## Резултати

### Мушкарци
| Атлетичар                                           | Дисциплина       | Лични рекорд | Квалификације       | Квалификације | Полуфинале            | Полуфинале           | Финале                | Финале          | Детаљи         |
| Атлетичар                                           | Дисциплина       | Лични рекорд | Резултат            | Место         | Резултат              | Место                | Резултат              | Место           | Детаљи         |
| --------------------------------------------------- | ---------------- | ------------ | ------------------- | ------------- | --------------------- | -------------------- | --------------------- | --------------- | -------------- |
| Брендон Родни                                       | 100 м            | 10,00        | 10,16(.156) кв      | 4. у гр. 6    | 10,25                 | 7. у гр. 3           | Није се квалификовао  | 22 / 71 (75)    |                |
| Џером Блејк                                         | 100 м            | 10,00        | 10,29               | 5. у гр. 2    | Није се квалификовао  | Није се квалификовао | Није се квалификовао  | 40 / 71 (75)    |                |
| Арон Браун                                          | 200 м            | 19,95        | 20,08 КВ            | 2. у гр. 1    | 20,10 (.096) КВ       | 2. у гр. 3           | Дисквалификован       | Дисквалификован |                |
| Брендон Родни                                       | 200 м            | 19,96        | 20,14(.133) КВ, ЛРС | 1. у гр. 4    | 20,27                 | 4. у гр. 1           | Није се квалификовао  | 11 / 54 (57)    |                |
| Андре де Грас                                       | 200 м            | 19,62        | 20,28 КВ            | 2. у гр. 6    | 20,10 кв              | 3. у гр. 3           | 20,14                 | 6 / 54 (57)     |                |
| Марко Ароп                                          | 800 м            | 1:43,26      | 1:45,05 КВ          | 1. у гр. 7    | 1:44,02 КВ            | 1. у гр. 2           | 1:44,24               |                 |                |
| Абдулах Хасан                                       | 800 м            | 1:46,16      | 1:46,33             | 5. у гр. 4    | Није се квалификовао  | Није се квалификовао | Није се квалификовао  | 22 / 60 (61)    |                |
| Charles Philibert-Thiboutot                         | 1.500 м          | 3:32,94      | 3:34,36 КВ          | 5. у гр. 1    | 3:37,41               | 7. у гр. 1           | Није се квалификовао  | 24 / 41 (42)    |                |
| Киран Ламб                                          | 1.500 м          | 3:35,43      | 3:36,66             | 9. у гр. 1    | Није се квалификовао  | Није се квалификовао | Није се квалификовао  | 28 / 58         |                |
| Бенџамин Фленаган                                   | 5.000 м          | 13:11,12     | 13:38,69            | 11. у гр. 1   |                       |                      | Није се квалификовао  | 23 / 43 (44)    |                |
| Мохамед Ахмед                                       | 5.000 м          | 12:47,20 НР  | 13:33,16 КВ         | 3. у гр. 2    | 13:12,92              | 7 / 43 (44)          |                       |                 |                |
| Мохамед Ахмед                                       | 10.000 м         | 26:34,14 НР  |                     |               |                       |                      | 27:56,43 ЛРС          | 6 / 22 (25)     |                |
| Рори Линклетер                                      | Маратон          | 2:10:24      | 2:12:16 ЛРС         | 19 / 60 (85)  |                       |                      |                       |                 |                |
| Бен Преиснер                                        | Маратон          | 2:10:17      | 2:15:02 ЛРС         | 28 / 60 (85)  |                       |                      |                       |                 |                |
| Џастин Кент                                         | Маратон          | 2:13:07      | 22:15:26            | 30 / 60 (85)  |                       |                      |                       |                 |                |
| Жан Симон Десген                                    | 3.000 м препреке | 8:17,40      | 8:20,04 КВ          | 2. у гр. 1    |                       |                      | 8:15,58 ЛР            | 8 / 37          | [ мртва веза ] |
| Арон Браун Џером Блејк Брендон Родни Боладе Ајомале | 4 х 100 м        | 37,48 НР     | 38,25               | 6. у гр. 2    | Нису се квалификовали | 10 / 13 (16)         |                       |                 |                |
| Еван Данфе                                          | 20 км ходање     | 1:20:13      |                     |               |                       |                      | 1:18:03 НР, ЛР        | 4 / 47 (50)     |                |
| Еван Данфе                                          | 35 км ходање     | 2:25:02 НР   | 2:25:28 ЛРС         | 4 / 33 (49)   |                       |                      |                       |                 |                |
| Ђанго Лавет                                         | Скок увис        | 2,33         | 2,22 ЛРС            | 15. у гр. Б   |                       |                      | Нису се квалификовали | 27 / 35 (36)    |                |
| Марк Бујновски                                      | Бацање кугле     | 19,82        | 18,84               | 18. у гр. А   | 33 / 35 (37)          |                      | Нису се квалификовали |                 |                |
| Итан Кацберг                                        | Бацање кладива   | 78,73        | 81,18 КВ, НР, ЛР    | 1. у гр. А    | 81,25 НР, ЛР          |                      |                       |                 |                |
| Адам Кинан                                          | Бацање кладива   | 77,54        | 74,56 кв            | 6. у гр. А    | 74,49                 | 11 / 33 (35)         |                       |                 |                |
| Рован Хамилтон                                      | Бацање кладива   | 76,80        | 74,14               | 7. у гр. Б    | Није се квалификовао  | 13 / 33 (35)         |                       |                 |                |

#### Десетобој
| Дисциплина    | Пирс Лепаг | Пирс Лепаг  | Пирс Лепаг | Пирс Лепаг | Пирс Лепаг    | Пирс Лепаг |
| Дисциплина    | Лич. рек.  | Резултат    | Бод.       | Плас.      | Укупно        | Плас.      |
| ------------- | ---------- | ----------- | ---------- | ---------- | ------------- | ---------- |
| 100 м         | 10,28      | 10,45       | 987        | 4.         | 987           | 4.         |
| Скок удаљ     | 7,80       | 7,59        | 957        | 8.         | 1.944         | 4.         |
| Бацање кугле  | 15,99      | 15,81       | 840        | 3.         | 2.784         | 3.         |
| Скок увис     | 2,09       | 2,08        | 878        | 3.         | 3.662         | 2.         |
| 400 м         | 46,84      | 47,21 ЛРС   | 948        | 5.         | 4.610         | 2.         |
| 110 м препоне | 13,78      | 13,77 ЛР    | 1.004      | 2.         | 5.614         | 1.         |
| Бацање диска  | 53,26      | 50,98       | 891        | 2.         | 6.505         | 1.         |
| Скок мотком   | 5,25       | 5,20 =ЛРС   | 972        | 2.         | 7.477         | 1.         |
| Бацање копља  | 63,09      | 60,90       | 751        | 7.         | 8.228         | 1.         |
| 1500 м        | 4:31,85    | 4:39,88 ЛРС | 681        | 13.        | 8.909         | 1.         |
| Десетобој     | 8.701      |             |            |            | 8.909 СРС, ЛР |            |

| Дисциплина    | Демијан Ворнер | Демијан Ворнер | Демијан Ворнер | Демијан Ворнер | Демијан Ворнер | Демијан Ворнер |
| Дисциплина    | Лични рекорд   | Резултат       | Бод.           | Плас.          | Укупно         | Плас.          |
| ------------- | -------------- | -------------- | -------------- | -------------- | -------------- | -------------- |
| 100 м         | 10,12          | 10,32          | 1.018          | 1.             | 1.018          | 1.             |
| Скок удаљ     | 8,28           | 7,77 ЛРС       | 1.002          | 3.             | 2.020          | 1.             |
| Бацање кугле  | 15,59          | 15,03 ЛРС      | 792            | 10.            | 2.812          | 2.             |
| Скок увис     | 2,09           | 2,05 ЛРС       | 850            | 5.             | 3.662          | 2.             |
| 400 м         | 46,54          | 47,86          | 916            | 6.             | 4.578          | 3.             |
| 110 м препоне | 13,27          | 13,67          | 1.018          | 1.             | 5.596          | 2.             |
| Бацање диска  | 50.26          | 45,82          | 784            | 7.             | 6.380          | 2.             |
| Скок мотком   | 4,90           | 4,90 =ЛР       | 880            | 7.             | 7.260          | 3.             |
| Бацање копља  | 64,67          | 63,09 ЛРС      | 784            | 6.             | 8.044          | 3.             |
| 1.500 м       | 4:24,73        | 4:27,73        | 760            | 7.             | 8.804          | 2.             |
| Десетобој     | 9.018 НР       |                |                |                | 8.804          |                |

### Жене
| Атлетичарка                                           | Дисциплина       | Лични рекорд | Квалификације      | Квалификације      | Полуфинале            | Полуфинале            | Финале                | Финале       | Детаљи |
| Атлетичарка                                           | Дисциплина       | Лични рекорд | Резултат           | Место              | Резултат              | Место                 | Резултат              | Место        | Детаљи |
| ----------------------------------------------------- | ---------------- | ------------ | ------------------ | ------------------ | --------------------- | --------------------- | --------------------- | ------------ | ------ |
| Хамица Бингам                                         | 100 м            | 11,13        | 11,29(.286)        | 5. у гр. 7         | Нису се квалификовале | Нису се квалификовале | Нису се квалификовале | 27 / 54 (56) |        |
| Грејс Конрад                                          | 400 м            | 51,96        | 51,60 ЛР           | 5. у гр. 4         | Нису се квалификовале | Нису се квалификовале | Нису се квалификовале | 30 / 48      |        |
| Кира Константин                                       | 400 м            | 50,87        | 52,28              | 6. у гр. 2         | Нису се квалификовале | Нису се квалификовале | Нису се квалификовале | 35 / 48      |        |
| Џез Шукла                                             | 800 м            | 2:00,67      | 2:00,30 кв, ЛР     | 4. у гр. 2         | 2:00,23               | 7. у гр. 3            | Није се квалификовала | 13 / 56      |        |
| Мадлен Кели                                           | 800 м            | 1:59,71      | 2:04,72            | 8. у гр. 3         | Нису се квалификовале | Нису се квалификовале | Нису се квалификовале | 53 / 56      |        |
| Лусија Стафорд                                        | 1.500 м          | 4:02,03      | 4:05,21            | 7. у гр. 1         | Нису се квалификовале | Нису се квалификовале | Нису се квалификовале | 28 / 55 (56) |        |
| Simone Plourde                                        | 1.500 м          | 4:06,47      | 4:07,04            | 10. у гр. 3        | Нису се квалификовале | Нису се квалификовале | Нису се квалификовале | 40 / 55 (56) |        |
| Kate Current                                          | 1.500 м          | 4:11,25      | 4:07,23 ЛР         | 9. у гр. 4         | Нису се квалификовале | Нису се квалификовале | Нису се квалификовале | 41 / 55 (56) |        |
| Julie-Anne Staehli                                    | 5.000 м          | 14:57,50     | 15:24,09           | 15. у гр. 1        |                       |                       | Нису се квалификовале | 28 / 35 (37) |        |
| Бријана Скот                                          | 5.000 м          | 15:19,51     | 15:42,56           | 19. у гр. 1        | 35 / 55 (56)          |                       | Нису се квалификовале |              |        |
| Ерин Тешук                                            | 5.000 м          | 15:37,43     | 15:56,54           | 18. у гр. 2        | 37 / 55 (56)          |                       | Нису се квалификовале |              |        |
| Наташа Водак                                          | Маратон          | 2:23:12      |                    |                    |                       |                       | 2:30:09 ЛРС           | 15 / 65 (78) |        |
| Саша Голиш                                            | Маратон          | 2:31:40      | 2:45:09 ЛРС        | 61 / 65 (78)       |                       |                       |                       |              |        |
| Мишел Харисон                                         | 100 м препоне    | 12,74        | 12,88 кв           | 6. у гр. 1         | 13,05(.042)           | 8. у гр. 3            | Није се квалификовала | 20 / 43      |        |
| Мариам Абдул Расхид                                   | 100 м препоне    | 12,82        | 13,04              | 6. у гр. 4         | Није се квалификовала | Није се квалификовала | Није се квалификовала | 28 / 43      |        |
| Савана Садерленд                                      | 400 м препоне    | 54,45        | 55,85 КВ           | 4. у гр. 2         | 54,99                 | 6. у гр. 3            | Није се квалификовала | 16 / 41      |        |
| Брук Оверхолт                                         | 400 м препоне    | 55,50        | 56,20              | 7. у гр. 5         | Није се квалификовала | Није се квалификовала | Није се квалификовала | 29 / 41      |        |
| Риган Ји                                              | 3.000 м препреке | 9:24,82      | 9:26,39            | 8. у гр. 1         |                       |                       | Нису се квалификовале | 18 / 35      |        |
| Ceili McCabe                                          | 3.000 м препреке | 9:25,98      | 9:29,30            | 6. у гр. 2         | 19 / 35               |                       | Нису се квалификовале |              |        |
| Зое Шерар Eјана Стиверне Кира Константин Грејс Конрад | 4 х 400 м        | 3:21,21 НР   | 3:23,29 КВ, НРС    | 2. у гр. 1         | 3:22,42 НРС           | 4 / 15 (17)           |                       |              |        |
| Алиша Њумен                                           | Скок мотком      | 4,82 НР      | 4,50               | 11. у гр. А        | Нису се квалификовале | 18 / 28 (30)          |                       |              |        |
| Аника Њуел                                            | Скок мотком      | 4,70         | 4,35               | 12. у гр. Б        | Нису се квалификовале | 24 / 28 (30)          |                       |              |        |
| Сара Митон                                            | Бацање кугле     | 20,33        | 19,37 КВ           | 3. у гр. А         | 20,08                 |                       |                       |              |        |
| Грејс Тенант                                          | Бацање кугле     | 17,11        | Без исправог скока | Без исправог скока | Није се квалификовала | Није се квалификовала |                       |              |        |
| Камрин Роџерс                                         | Бацање кладива   | 78,62 НР     | 73,95 КВ           | 3. у гр. А         | 75,52                 |                       |                       |              |        |
| Џилијан Вир                                           | Бацање кладива   | 73,12        | 67,48              | 14. у гр. Б        | Није се квалификовала | 27 / 35 (36)          |                       |              |        |